# Orotato reduttasi (NAD)
La orotato reduttasi (NAD) è un enzima appartenente alla classe delle ossidoreduttasi, che catalizza la seguente reazione:
(S)-diidroorotato + NAD+ ⇄ orotato + NADH + H+
L'enzima è una flavoproteina (FAD, FMN).